# 3340 Іньхай
3340 Іньхай (3340 Yinhai) — астероїд головного поясу, відкритий 12 жовтня 1979 року.
Тіссеранів параметр щодо Юпітера — 3,609.
Названо на честь китайського міста-префектури Іньхай (кит.: 銀海).